# Sutjel
Sutjel (en serbe cyrillique : Сутјел) est un village du sud-est du Monténégro, dans la municipalité d'Ulcinj.

## Démographie

### Évolution historique de la population
| 1948 | 1953 | 1961 | 1971 | 1981 | 1991 | 2003 |
| ---- | ---- | ---- | ---- | ---- | ---- | ---- |
| 62   | 62   | 73   | 76   | 80   | 87   | 18   |